# Mea Culpa (film, 2024)
Pour les articles homonymes, voir Mea culpa.
Pour plus de détails, voir Fiche technique et Distribution.
Mea Culpa est un film américain écrit et réalisé par Tyler Perry et sorti en 2024 sur Netflix.
Sorti le 23 février 2024, ce thriller érotique se glisse au sommet du Top 10 de la plateforme de streaming en à peine 24 heures : il prend ainsi la première place du classement dans 25 pays, dont les États-Unis, le Royaume-Uni, et l'Australie.

## Synopsis
L'avocate Mea Harper traverse une crise conjugale avec son mari Kal Hawthorne, après qu'elle a découvert que son mari tenait la main d'une autre femme dans un café. De plus, cela fait huit mois que Kal a été licencié de son travail d'anesthésiste car il était sous l'influence de drogues et ivre pendant qu'il travaillait.
Mea accepte de prendre la défense de Zyair Malloy, un artiste peintre accusé du meurtre de sa petite amie. Le procureur du procès n'est autre que Ray Hawthorne, le frère de Kal. Malloy va peu à peu séduire Mea. Perturbée, cette dernière tente de déterminer l'innocence ou la culpabilité de son client.

## Fiche technique
Sauf indication contraire, les informations mentionnées dans cette section peuvent être confirmées par la base de données cinématographiques IMDb,  présente dans la section « Liens externes ».
- Titre original : Mea Culpa
- Réalisation et scénario : Tyler Perry
- Musique : Amanda Delores et Patricia Jones
- Décors : Jann Diaz
- Costumes : Asia Clark
- Photographie : Cory Burmester
- Montage : Larry Sexton
- Production :  Tyler Perry, Dianne Ashford, Will Areu, Angi Bones et Kelly Rowland
- Sociétés de production :  Tyler Perry Studios
- Société de distribution : Netflix
- Pays de production :  États-Unis
- Langue originale : anglais
- Format : couleur
- Genre : thriller érotique[2]
- Durée : 120 minutes
- Date de sortie : 23 février 2024 sur Netflix
- Classification[3] :
  - États-Unis : R (Restricted)[4]

## Distribution
- Kelly Rowland (VF : Fily Keita) : Mea Harper, avocate pénaliste
- Trevante Rhodes (VF : Jean-Baptiste Anoumon) : Zyair Malloy, artiste peintre
- Nick Sagar (en) (VF : Gilduin Tissier) : Ray Hawthorne
- Sean Sagar (VF : Baptiste Marc) : Kal Hawthorne
- RonReaco Lee (VF : Emmanuel Garijo) : Jimmy
- Shannon Thornton (en) (VF : Aurélie Konaté) : Charlise
- Kerry O'Malley (en) (VF : Patricia Piazza) : Azalia Hawthorne
- Arianna Barron : Jenna
- Connor Weil : Bobby
- Angela Robinson (en) (VF : Virginie Emane) : Renee

Version française dirigée par Claire Baradat au studio VSI Paris - Chinkel, d'après une adaptation des dialogues de Marie Fuchez.
 Source et légende : version française (VF) sur RS Doublage et carton du doublage français.

## Production

### Genèse et développement
En février 2023, The Hollywood Reporter et Variety annoncent que l'ex-Destiny's Child Kelly Rowland produira et jouera dans le thriller juridique Mea Culpa écrit, produit et réalisé par Tyler Perry,.
The Hollywood Reporter et Variety annoncent également que la production est assurée par Tyler Perry, Will Areu, et Angi Bones pour Tyler Perry Studios, ainsi que Dianne Ashford et Kelly Rowland,.

### Attribution des rôles
Lors de l'annonce du film, The Hollywood Reporter et Variety révèlent que la distribution comprend, outre Kelly Rowland, Trevante Rhodes, Sean Sagar, Nick Sagar et RonReaco Lee,..

### Tournage
Le tournage se déroule du 6 au 24 mars 2023 à Atlanta aux studios Tyler Perry, puis à Chicago,.

## Accueil critique
Pour le site  Pure Médias, « Dans la lignée des longs-métrages et séries à succès pour les plus de 16 ans, comme 365 jours L'Amant de Lady Chatterley, Sombre Désir, ou encore L'Emprise du vice, Mea Culpa est un savant mélange entre thriller à rebondissements en tout genre, enquête judiciaire et relation interdite et "torride" ».